# Ecco : Les Marées du temps
 (février 2014).
Si vous disposez d'ouvrages ou d'articles de référence ou si vous connaissez des sites web de qualité traitant du thème abordé ici, merci de compléter l'article en donnant les références utiles à sa vérifiabilité et en les liant à la section « Notes et références ».
Ecco : Les Marées du temps ou Ecco II est un jeu vidéo d'aventure sorti en 1994 sur Game Gear, Mega Drive et Mega-CD. Le jeu a été développé par Novotrade International et édité par Sega. Il fait suite au jeu Ecco the Dolphin. Comme pour le premier, le jeu est disponible sur de très nombreux supports via les compilations de jeux Sega et le système de console virtuelle Nintendo.

## Synopsis
Quelque temps après sa dernière aventure, Ecco parcourt les océans jusqu'au moment où un violent séisme sous-marin le blesse et lui fait perdre ses pouvoirs donnés par l'Astérite. En cherchant ce dernier pour le questionner, Ecco rencontre une orque qui lui explique qu'un être monstrueux est parvenu dans la caverne de l'Astérite, a détruit celui-ci et commence à répandre la peur dans les océans. Peu après, Ecco rencontre un dauphin à l'apparence étrange du nom de Trellia. Elle se présente comme venant d'un futur lointain et comme étant l'une de ses descendants. Dans son monde, les dauphins ont développé de longues nageoires effilées, possèdent la faculté de voler et sont dotés de pouvoirs télékinétiques. Elle lui dit qu'un "vieil ami" souhaite lui parler et entraîne Ecco dans son époque. 
Ecco rencontre alors l'Astérite du futur de Trellia qui lui explique que la reine Vortex a survécu et a suivi Ecco sur Terre lorsque ce dernier a ramené ses amis. Il ajoute que lorsque Ecco est revenu, son pouvoir a divisé le flux du temps en deux parties. Il existe alors deux futurs possibles : un monde où les océans vivent en paix et un monde dominé par les Vortex. De retour à son époque, Ecco part alors à la recherche des orbes qui constituaient l'Astérite car celui-ci ne peut être entièrement détruit, simplement divisé. Sa quête le confronte aux Vortex, qui se multiplie et s'installe sur Terre, Ecco doit voyager dans le temps à plusieurs reprises pour retrouver les dernières orbes de l'Astérite au sein du futur des Vortex.
Une fois complet, l'Astérite demande à Ecco et ses semblables de s'unir et d'affronter les Vortex. Ecco parvient à s'infiltrer dans le cœur du domaine Vortex et combat la reine pour la détruire à nouveau. L'Astérite demande ensuite à Ecco d'aller détruire la machine temporelle, située dans la cité d'Atlantis. En s'y rendant, Ecco découvre alors une larve de la reine Vortex en train d'utiliser la machine pour se réfugier dans le passé et attendre son heure. Mais la future reine se trouve projetée trop loin dans le temps et arrive dans un océan à l'époque préhistorique. Ne pouvant imposer sa domination aux organismes primitifs, cette dernière piégée n'a d'autre choix que d'intégrer lentement son espèce à l'écosystème local. Devenant ainsi une part entière de l'embranchement des Arthropodes, les Vortex ne sont plus une menace. Ecco décide d'utiliser la machine plutôt que de la détruire et disparait dans les flots du temps.

## Système de jeu
Le jeu est composé de 30 niveaux et possède différents modes de difficulté.
Le système de mots de passe est toujours présent et un système de checkpoints a été instauré dans certains niveaux.
Ecco a, selon les niveaux, la capacité de respirer sous l'eau et son sonar peut être amplifié et utilisé comme une arme. Il peut également changer d'apparence grâce à des sphères de pouvoir et prendre la forme d'un requin, d'une méduse, d'une mouette et d'un banc de poissons.

## Suite

Trellia et l'Astérite

Une suite était prévue pour finir la série en trilogie mais finalement seul un spin-off verra le jour (Ecco Jr.). La série reviendra 7 ans plus tard sur Dreamcast avec Ecco the Dolphin : Defender of the Future.